# Gerardo Mello Mourao
Gerardo Mello Mourão (Ipueiras 8 de enero de 1917 - Río de Janeiro, 9 de marzo de 2007) fue un poeta épico, político, periodista, traductor, ensayista y biógrafo brasileño. Ezra Pound comentó: "En toda mi obra, lo que intenté fue escribir la epopeya de América. Creo que no lo logré. El poeta de O País dos Mourões lo logró". Mourão fue elogiado y reconocido por nombres como Jorge Luis Borges y Carlos Drummond de Andrade.

## Biografía
Gerardo Mello Mourao Fue una figura importante de la poesía épica brasileña, así como de toda la literatura lusófona. Entre sus obras más conocidas se encuentran Invenção do Mar: Carmen sæculare (1997) y Os Peãs (1982). También fue conocido por su participación en movimientos ideológicos del siglo XX, como el fascismo y el comunismo. Como resultado, Mourao fue arrestado 18 veces. También fue torturado.
Junto a Godofredo Iommi, Abdias do Nascimento, Efrain Bo, Raul Young y Napoleón López formaron una alianza poética llamada “La Santa Hermandad de la Orquídea”. En 1940 los orquídeos inician su viaje por el Amazonas viviendo todo tipo de dificultades tanto físicas como económicas, según relata Juan Raúl Young en una carta escrita a Abdías Do Nascimento, en 1978, en la que rescatan sus recuerdos de este viaje.

en nuestros ratos de ocio pasábamos en torno a Godo quien  nos leía La Divina Comedia,  escrita en italiano antiguo. Godo  leía,  traducía y           hacía su interpretación existencialista, que era la filosofía que en ese momento nos conformaba y la interpretábamos como un viaje ontológico, es decir,           como la construcción del ser de Dante

Esta aventura por Sudamérica fue el primer antecedente de las travesías.

## Obras
- Poesia do homem só (Río de Janeiro: Ariel Editora, 1938)
- Mustafá Kemel (1938)
- Do Destino do Espírito (1941)
- Argentina (1942)
- Cabo das Tormentas (Edic̜ões do Atril, 1950)
- Três Pavanas (São Paulo: GRD, 1961)
- O país dos Mourões (São Paulo: GRD, 1963)
- Dossiê da destruição (São Paulo: GRD, 1966)
- Frei e Chile num continente ocupado (Río de Janeiro: Tempo Brasileiro, 1966)
- Peripécia de Gerardo (São Paulo: Paz e Terra, 1972) [Prêmio Mário de Andrade de 1972]
- Rastro de Apolo (São Paulo: GRD, 1977)
- O Canto de Amor e Morte do Porta-estandarte Cristóvão Rilke [tradução] (1977)
- Pierro della Francesca ou as Vizinhas Chilenas: Contos (São Paulo: GRD, 1979)
- Os Peãs (Rio de Janeiro: Record, 1982)
- A invenção do saber (São Paulo: Paz e Terra, 1983)
- O Valete de espadas (Río de Janeiro: Guanabara, 1986)
- O Poema, de Parmênides [tradução] (in Caderno Lilás, Secretaria de Cultura da Prefeitura do Rio de Janeiro: Caderno Rio-Arte. Ano 2, nr. 5, 1986)
- Suzana-3 - Elegia e inventário (São Paulo: GRD, 1994)
- Invenção do Mar: Carmen sæculare (Río de Janeiro: Record, 1997)[5] Prêmio Jabuti de 1999
- Cânon & fuga (Río de Janeiro: Record, 1999)[6]
- Um Senador de Pernambuco: Breve Memória de Antônio de Barros Carvalho (Río de Janeiro: Topbooks, 1999)[7]
- O Bêbado de Deus (São Paulo: Green Forest do Brasil, 2000)[8]
- Os Olhos do Gato & O Retoque Inacabado (2002)
- O sagrado e o profano (Florianópolis: Museu/Arquivo da Poesia Manuscrita, 2002)
- Algumas Partituras (Río de Janeiro: Topbooks, 2002)[9]
- O Nome de Deus (in: Confraria 2 anos, 2007)

### Sobre el autor
- El espía y el poeta, Folha de S. Paulo, 2019
- "Cantos a la comunidad ausente: la tradición épica en Os peãs, de Gerardo Mello Mourão". Universidad de San Pablo.
- "La saga de Gerardo: a Mello Mourão", de José Luís Lira, Ediciones Universidade Estadual Vale do Acaraú, Sobral (CE), 2007.
- "Breve memoria crítica de la obra de Gerardo Mello Mourão" (São Paulo: GRD 1996).
- "Aspectos literarios populares y * eruditos en la epopeya O País dos Mourões del escritor cearense Gerardo Mello Mourão". MOSAICO 18.1 (2020).
- "LA POESÍA ÉPICA DE GERARDO MELLO MOURÃO". Universidad Federal de Goiás, 2007.